# IC 1795
IC 1795 — галактична туманність типу EN (емісійна туманність) у сузір'ї Кассіопея.
Цей об'єкт міститься в оригінальній редакції індексного каталогу.